# Nicola Wilson
Nicola Wilson (n. 1 octombrie 1976, Darlington, Anglia, Regatul Unit) este o sportivă ce a reprezentat Regatul Unit al Marii Britanii și al Irlandei de Nord, medaliată olimpică. A participat la o ediție a Jocurilor Olimpice (2012) în care a câștigat o medalie de argint.

## Participări
Lista de mai jos prezintă principalele competiții la care a participat Nicola Wilson de-a lungul carierei.
- equestrian at the 2012 Summer Olympics – team eventing[*]